# Преображенский, Владимир Сергеевич (спортсмен)
Владимир Сергеевич Преображенский (23 января 1924, Деденёво, Московский округ — июль 2013) — советский лыжник и горнолыжник, тренер по лыжному и горнолыжному спорту, спортивный доктор, российский спортивный журналист. Пятикратный чемпион Советского Союза (1944—47 г. г.). В сборной СССР по горнолыжному спорту работал врачом, тренировал женщин.
Заслуженный работник культуры России. Автор десяти книг по спортивной медицине, лыжному и горнолыжному спорту. Мастер спорта СССР по лыжному спорту (1946).
Брат — Юрий Сергеевич Преображенский.

## Образование
Высшее медицинское, специалист по спортивной медицине и рефлексотерапии; журналистское.

## Спортивные достижения
Чемпион Советского Союза 1944 г. по слалому, 1945, 1946, 1947 г. — по альпийскому двоеборью, 1947 г. — по гигантскому слалому (первый чемпион СССР). Выступал за ЦДКА.

## Тренер
Старший тренер женской сборной по горным лыжам на Зимних Олимпийских Играх 1956.

## Журналистика
Имел прозвище «Доктор ФиС»: вся жизнь его была связана с журналом «Физкультура и спорт» (ФиС).
С 1961 по 1978 гг. — участник международных соревнований журналистов, которые пять раз выигрывал.

## Книги
Автор книг о лыжном спорте — «Все о лыжах и лыжне» (М., 1985), «Карманный тренер: звенящая лыжня»; «Карманный тренер: крутые повороты» (1984), «Карманный тренер: горнолыжные ступеньки» (1991), «Избавьтесь от страданий. Атлас Леднева» (1996) и «Советы молодости от доктора ФиС» (1998), по педагогике — «Советы родителям» (1978), «Советы взрослым» (1983).